# 뾰족관박쥐
뾰족관박쥐(Rhinolophus acuminatus)는 관박쥐과에 속하는 박쥐의 일종이다. 브루나이와 캄보디아, 인도네시아, 라오스, 말레이시아, 필리핀 그리고 태국에서 발견된다. 자연 서식지는 숲과 도심 지역이다.

## 특징
보통 크기의 박쥐로 몸통 길이는 55~60mm이고 전완장은 44~50mm, 꼬리 길이는 22~31mm이다. 발 길이는 10~13mm, 귀 길이는 18~21mm이고 몸무게는 최대 16g이다. 등 쪽 털은 어두운 회색빛 갈색을 띠는 반면에 배 쪽은 약간 밝다.

## 생태
동굴 안에 은신하지만 건물 안에 작은 무리를 지어 생활하기도 한다. 말레이반도에서 야자나무의 잎 아래에 혼자 또는 짝을 지어 지내는 모습이 관찰된다. 먹이는 곤충이다.

## 분포 및 서식지
인도차이나와 수마트라섬부터 롬복섬까지 지역의 인도네시아, 보르네오섬, 필리핀 서부에 널리 분포한다. 해발 60m와 250m 사이의 딥테로카르푸스 숲과 일차림, 이차림, 대나무 숲에서 서식한다. 도시 환경에서도 내성을 갖고 있다.

## 아종
5종의 아종이 알려져 있다.
- R. a. acuminatus - 태국 남동부와 중부, 남부, 라오스 남부, 캄보디아, 베트남 중부와 남부, 말레이반도, 자와섬, 필리핀 발라박섬, 부수앙가섬, 팔라완섬
- R. a. audax (Andersen, 1905) - 발리섬, 롬복섬
- R. a. calypso (Andersen , 1905) - 엥가노섬
- R. a. circe (Andersen , 1906) - 니아스섬
- R. a. sumatranus (Andersen, 1905) - 수마트라섬, 보르네오섬, 방기섬